# Leptopelis calcaratus
Leptopelis calcaratus là một loài ếch thuộc họ Hyperoliidae.
Loài này có ở Cameroon, Cộng hòa Trung Phi, Cộng hòa Dân chủ Congo, Guinea Xích Đạo, Gabon và Nigeria, có thể có ở Cộng hòa Congo và Uganda.
Môi trường sống tự nhiên của chúng là rừng ẩm vùng đất thấp nhiệt đới hoặc cận nhiệt đới, đầm nước ngọt, và đầm nước ngọt có nước theo mùa.
Chúng hiện đang bị đe dọa vì mất môi trường sống.